# Agnes Lam
Agnès Lam (en chino: 林玉鳳 ; Macao, 7 de marzo de 1972) es una poeta, educadora, periodista y política macaense. Como miembro del partido Vigilancia Cívica, fue elegida miembro de la legislatura de Macao en las elecciones a la Asamblea Legislativa de 2009 y fue el único miembro del partido representado allí. Es vicedecana de la Facultad de Ciencias Sociales de la Universidad de Macao y directora de su Centro de Comunicación. Ha publicado sobre la historia de los medios impresos en China. Escribe varias columnas en periódicos de Macao y ha escrito y publicado varios volúmenes de poesía. Sus escritos han ganado varios premios en China y Macao.

## Trayectoria
Lam nació el 7 de marzo de 1972 en Macao. Sus padres se habían mudado de China continental a Macao y su padre trabajó en la construcción y en el servicio de alimentos antes de que pudieran comprar tierras de cultivo en Areia Preta. Eran nueve hermanos y Lam pudo asistir a la universidad con la condición de que luego ayudara a financiar la educación de sus hermanos.
En 1991, Lam se licenció en periodismo de la Universidad de Macao y en 1994 trabajó en Teledifusión de Macao. Cubrió eventos locales, como la apertura del aeropuerto de Macao y las visitas de líderes extranjeros. Hasta 1999, presentó un programa de televisión semanal, "Witnessing the Handover".
Después de su trabajo en periodismo, Lam obtuvo un máster y se doctoró en la Universidad de Beijing, estudiando el desarrollo de los medios impresos chinos y portugueses en Macao. En 1997, se incorporó a la facultad del Departamento de Comunicación de la Universidad de Macao, donde impartió periodismo. Fue nombrada vicedecana de la Facultad de Ciencias Sociales de la Universidad de Macao. Posteriormente, ayudó a establecer el Departamento de Comunicación de la universidad, dirigiendo su Centro de Comunicación.
Lam se unió al partido Poder Cívico de Macao, siendo después su presidenta. En 2017, pasó fue elegida miembro de la legislatura de Macao, permaneciendo en el cargo hasta 2021.
Lam ha escrito diez libros. Su obra más notable, publicada en 2015, es una historia de la prensa de Macao, titulada The Beginning of the Modern Chinese Press History: Macau Press History 1557-1840. También ha publicado cuatro volúmenes de poesía: A Pond in the Sky: Selected and New Poems (Asociación de Historias de Macao, 2013), Water Wood Pure Splendor (Asia 2000, 2001), Woman to Woman and Other Poems (Asia 2000, 1997) y Amapolas junto a la autopista (Chinese University Press, 2018). Es la vicepresidenta del PEN de Macao.

## Reconocimientos
En 1999 obtuvo el Premio de Literatura de Macao (Sesión de Poesía) por “Esta ciudad de donde vengo”. En 2008 se convirtió en miembro honorario de redacción de la Universidad de Iowa. Al año siguiente fue reconocida por el Gobierno de Hong Kong.
En 2019, su estudio académico «The Beginning of the Modern Chinese Press History - Macao Press History 1557-1840» obtuvo el primer premio en la categoría de Monografía de Humanidades y Ciencias Sociales de Macao. En 2021, el Ministerio de Educación chino la reconoció con el Premio a la Investigación Científica Destacada en Educación Superior (Humanidades y Ciencias Sociales) por la misma obra.

## Obra
- 2017 – Poppies by the Motorway (Hong Kong [China] : Chinese University Press, Baltimore, Maryland) ISBN 9-789-88237-7332
- 2014 – Becoming poets : the Asian English experience (Bern : Peter Lang AG, Internationaler Verlag der Wissenschaften) ISBN 9-783-03510-7227
- 2001 – Water wood pure splendour (Hong Kong) ISBN 9-628-78301-7
- 1997 – Woman to woman and other poems (Hong Kong) ISBN 9-627-16051-2
- The Beginning of the Modern Chinese Press History: Macao Press History 1557–1840